# فریبا کلهر
فریبا کلهر (زادهٔ ۴ شهریور ۱۳۴۰، تهران)، رمان‌نویس و  نویسندهٔ ادبیات کودک و نوجوان است.
فریبا کلهر فعالیت خود را از دههٔ ۱۳۷۰ و با حضور در مجله‌های رشد، در حیطهٔ ادبیات داستانی کودک و نوجوان آغاز کرده و تألیفات زیادی نیز در این زمینه از خود برجای گذاشته است. او حدود سیزده سال، از بدو تأسیس ماهنامهٔ سروش کودکان تا حدود سال ۱۳۸۳ سمت سردبیری ماهنامهٔ سروش کودکان را برعهده داشت و با ویژه‌نامهٔ کودکان روزنامهٔ همشهری، که آفتابگردان نامیده می‌شد، به مدت شش ماه و به‌عنوان دبیر سرویس شهری همکاری می‌کرد. کتاب سوت فرمانروا اثر وی در سال ۱۳۶۹، یعنی زمانی که بیست و هشت سال داشت، به‌عنوان کتاب سال جمهوری اسلامی برگزیده شد. از این جهت، او تا امروز تنها کسی است که این جایزه را در این سن دریافت کرده است. فریبا کلهر تا کنون صدها قصه نوشته است و اسطوره‌هایی مانند اسطورهٔ گیلگمش، اسطوره اینانا و اسطوره گرشاسب را بازنویسی کرده است. وی از اواخر دهه ۱۳۸۰ به‌طور جدی داستان‌نویسی بزرگسالان را آغاز کرد.
فریبا کلهر با نوشتن بیش از هزار قصه و بازنویسی و … به عنوان بانوی هزار قصه شناخته شده است.
کلهر در سال ۹۰ با انتشار رمان‌های عاشقانه، پایان یک مرد و شروع یک زن و شوهر عزیز من، فعالیت حرفه‌ای خود را به عنوان یک رمان‌نویس بزرگسال نیز آغاز کرد.

## کتاب‌های تصویری برای کودکان
- همبازی باد/ نقاش نسرین بنیادی. تهران، امیر کبیر، کتاب‌های شکوفه. ۱۳۶۶

(این کتاب که اولین کتاب چاپ شده فریبا کلهر است در سال ۱۳۶۶ توسط شورای کتاب کودک شایسته معرفی ویژه شناخته شد)
- یک حرف تازه/ نقاش نفیسه شهدادی. تهران، امیر کبیر، کتاب‌های شکوفه. ۱۳۶۸
- قصه‌های سفر / مهین جواهریان. تهران، امیر کبیر، کتاب‌های شکوفه. ۱۳۶۸
- سوت فرمانروا / مهین جواهریان. تهران، انتشارات محراب قلم ۱۳۶۸

(برنده هشتمین کتاب سال جمهوری اسلامی ایران. ۱۳۶۹. همچنین این کتاب به چینی ترجمه شده‌است)
- همسفر کوچک / نفیسه شهدادی. تهران ،انتشارات ریحان. ۱۳۶۸
- باد و بادبادک / مهنوش مشیری. تهران، انتشارات سروش. ۱۳۶۹
- با غم‌هایم چه کنم. تهران ،همکلاسی. ۱۳۷۱
- نی لیک سحر آمیز / کاظم طلایی. تهران، قاصدک شادی. ۱۳۷۳
- بانوی هزار قصه / تصویرگر محمد علی بنی اسدی. تهران ،انتشارات سروش. ۱۳۷۵
- آخرین تک شاخ / تصویرگر کاظم طلایی. تهران ،انتشارات سروش. ۱۳۷۶
- گربه ایران ما / تصویرگر سجاد رزاقی. تهران، کانون پرورش فکری کودکان و جوانان. ۱۳۷۸

(ترجمه شده به انگلیسی و عربی )
- گربه آرزو / تصویرگر علی خدایی. تهران حنانه. ۱۳۸۰
- من همانم من همانم / تصویرگر ندا عظیمی. تهران، کانون پرورش فکری کودکان و جوانان. ۱۳۸۲

(نخستین کتاب الکترونیکی کانون پرورش فکری کودکان و نوجوانان در قالب یک برنامهٔ کاربردی ویژهٔ لوح‌های رایانه‌ای از سوی یک شرکت ژاپنی و در Apple Store عرضه شده‌است)
- زمینی که هم همین‌طور می‌لرزید / تصویرگر امیر شعبانی. تهران، مدرسه. ۱۳۸۲
- نردبان هزار پله / علیرضا گلدوزیان. تهران، مدرسه. ۱۳۸۲
- سگی که قارقار می‌کرد / راشین خیریه. تهران ،کانون پرورش فکری کودکان و جوانان. ۱۳۸۳ (این کتاب به تهیه‌کنندگی کانون پرورش فکری پویانمایی می‌شود )
- دوچرخه و پرنده / تصویرگر مهکامه شعبانی. تهران. به نشر کتاب‌های پروانه. ۱۳۸۳
- آقای هندوانه / تصویرگر ناهید کاظمی. تهران ،به نشر. ۱۳۸۴

(لوح تقدیر دهمین دوره کتاب سال مجلهٔ سلام بچه‌ها و پوپک)
- ماشینی که خیابان می‌خورد / تصویرگر بهرنگ مظلومی. تهران ،نشر شهر. ۱۳۸۶
- فقط می‌توانم پدر باشم / حدیثه قربان. تهران، به نشر. ۱۳۸۸
- مادر خسته و پسر خوش خنده / تصویرگر شیوا ضیایی. تهران ،مدرسه. ۱۳۸۸
- ماشین سیاه بوق بوقی / تصویرگر سمیرا نمایندگی. تهران، نشر شهر. ۱۳۸۸
- چه عیبی داره؟ / تصویرگر سحر حق گو. تهران، به نشر. ۱۳۸۸

(برگزیده اولین جشنواره کتاب‌های تصویری دانشگاه شیراز ۱۳۹۵)
- پیرزن دوچرخه سوار / تصویرگر ندا عظیمی. تهران، مدرسه. ۱۳۸۹
- گرمایی و سرمایی / تصویرگر فائزه تقی‌زاده. تهران، به نشر. ۱۳۹۰
- توی بغل کی بپرم؟ / تصویرگر فرید آمالی. تهران، نشر نگارینه. ۱۳۹۲

(این کتاب توسط ناشر به زبان انگلیسی هم ترجمه شده‌است)
- زبان کوچکی که حرف‌های بد می‌زد / تصویرگر فرید آمالی. تهران، نشر نگارینه. ۱۳۹۲

(این کتاب توسط ناشر به زبان انگلیسی هم چاپ شده‌است)
- گردنبندی که قشنگ بود / تصویرگر فرید آمالی. تهران، نشر نگارینه. ۱۳۹۲

(این کتاب توسط ناشر به زبان انگلیسی هم چاپ شده‌است)
- همان کفشدوزک همیشگی / تصویرگر فرید آمالی. تهران، نشر نگارینه. ۱۳۹۲

(این کتاب توسط ناشر به زبان انگلیسی هم چاپ شده‌است)
- یک پرش و دو پرش و سه پرش / تصویرگرمریم توحدی. تهران ،پیدایش. ۱۳۹۳
- دوباره و سه باره فرار کن / تصویرگر پرستو حقی. تهران، علمی و فرهنگی کتاب‌های پرنده آبی. ۱۳۹۴
- گربه مکعبی مخلوط / تصویرگر مهشید راقمی. تهران، مؤسسه انتشاراتی امیرکبیرکتاب‌های شکوفه. ۱۳۹۵
- دندان‌های پدر بزرگ / نرگس شفیعی. تهران، مؤسسه انتشاراتی امیرکبیرکتاب‌های شکوفه. ۱۳۹۵
- یک آدم نقاشی کن/میترا عبداللهی. کانون پرورش فکری کودکان و نوجوانان. تهران. ۱۳۹۹
- جیغی که توی قوطی گیر افتاده بود/ سمانه صلواتی. انتشارات شهر قلم. تهران. ۱۴۰۰

## رمان‌های نوجوان
- امروز چلچله من فردا چلچله تو / تهران ،نشر حنانه. ۱۳۷۰

(این رمان اولین رمان فریبا کلهر در ژانر فانتزی است و در سال ۱۳۷۱لوح تقدیر دومین دوره کتاب سال مجله سوره نوجوان را از آن خود کرد)
- هوشمندان سیاره اوراک، دو جلد/ تهران،انتشارات قدیانی. ۱۳۷۱ (رمانی در سبک اپرای فضایی)

(دریافت لوح تقدیر و جایزه ویژه پنجمین دوره کتاب سال ماهنامهٔ سروش نوجوان در سال ۱۳۷۱. برنده سومین دوره کتاب سال مجلهٔ سوره نوجوان ۱۳۷۲)
- دختر آیینه پوش / تهران،انتشارات سروش. ۱۳۷۳

(چاپ چهارم این کتاب با عنوان فرشته آیینه پوش از سوی ،انتشارات سروش چاپ شده‌است)]
- پسران گل / تهران.زلال. ۱۳۷۴

(لوح زرین جشنواره کتاب کانون پرورش فکری کودکان و نوجوانان)
(این کتاب در سال ۱۳۹۲توسط ،نشر آموت در قالب رمان برای همه چاپ مجدد شده‌است)
- مرد سبز شش هزار ساله / تهران،انتشارات محراب قلم. ۱۳۷۷
- دختر نفرین شده/ نقاش ناصر عزیزی. تهران،نشر خانه ی آفتاب. ۱۳۷۷

(این کتاب در سال ۱۳۹۵از طرف ،نشر فریبا و نشر آموت مجدداً چاپ شده‌است)
- افسانه پسرک / تهران،نشر پیک و مسیب. ۱۳۷۷

(این کتاب در سال ۱۳۹۵ از طرف ،نشر فریبا مجدداً چاپ شده‌است)
- جزیره ی افسونگران / نقاش حمیده آبنوس. تهران،نشر حنانه. ۱۳۷۸

(این کتاب در سال ۱۳۸۷ به وسیلهٔ نشر تکا چاپ و سه بار تجدید چاپ شد. در سال ۱۳۹۳ توسط ،نشر فریبا با روی جلد جدید چاپ شده‌است)
- کشور ده متری/ تهران،نشر حنانه. ۱۳۷۸

(این کتاب در سال ۱۳۹۵ توسط ،نشر فریبا مجدداً چاپ شده‌است)
- بی بی گل و چراغ جادو/ تهران،انتشارات حنانه. ۱۳۷۹

(این کتاب در سال ۱۳۹۲ در قالب رمان برای همه از طرف ،نشر آموت و به اسم «شهر یخ‌های خیلی یخ» مجدداً چاپ شده‌است)
- سالومه و خرگوشش / تهران ،انتشارات سروش. ۱۳۸۰

(این کتاب در ششمین دوره کتاب سال ماهنامه سلام بچه‌ها و پوپک به عنوان اثر برگزیده نوجوان مورد تقدیر قرار گرفت)
- تب شصت و چهار درجه جادوگر خوشگله / تهران،انتشارات افق. ۱۳۹۰
- بازگشت هُرداد/ تهران،انتشارات کانون پرورش فکری کودکان و نوجوانان

(شایسته تقدیر در پنجمین جایزه پروین اعتصامی
- سی‌سا سیاوش/ تهران، نشر آموت. ۱۳۹۲
- ولادیمیر می‌گوید / تهران ،نشر فریبا. ۱۳۹۳

## مجموعه قصه و حکایت برای نوجوانان
- هدیه ای با گل‌های آبی / نقاش فریده شهبازی. تهران ،انتشارات سروش. ۱۳۶۹
- مثل دختر گل‌ها. تهران ،سوره مهر. ۱۳۷۵
- جواب سلام خدا را بده. تهران ،نشر شهر. ۱۳۹۲
- وقتی طوطی ها قاطی می کنند. تهران ، پرتقال. ۱۴۰۰

## رمان‌های کودک
- ابروهای جادویی کیو کیو / تهران، انتشارات سروش. ۱۳۷۹
- تندتر از اونه که یواش باشه / نقاش علی نامور. تهران ،پیدایش. ۱۳۸۴
- من و درخت پنیر / تهران ،نشر پیدایش. ۱۳۸۹
- نجار شهر هیولاها / تهران ،قدیانی. ۱۳۹۷
- نقلی خان و دار و دسته اش / تهران ،قدیانی. ۱۳۹۷
- شهر به هم ریخته / تهران ،قدیانی. ۱۳۹۷
- هرکول خانم بیست درصدی / تهران ،افق. ۱۳۹۷

## مجموعه قصه برای کودکان
- یک قصه ترسناک و یازده قصه دیگر. تهران ،ریحان. ۱۳۷۲
- فانوس بود و غزال / مصطفی ندرلو. تهران، ریحان. ۱۳۷۷
- قصه‌های یک دقیقه ای جلد ۱ / نقاش رامین مشرفی و نیلوفر میرمحمدی. تهران ،حنانه ۱۳۷۹
- قصه‌های یک دقیقه ای جلد ۲ / نقاش رامین مشرفی و علی مفاخری. تهران حنانه ۱۳۷۹

(در سال ۱۳۹۱ قصه‌ها ی یک دقیقه ای با حذف تعدادی از قصه‌ها توسط نشر آموت و در یک جلد چاپ شده‌است. در سال ۲۰۱۷ قصه‌های یک دقیقه ای موضوع پایان نامهٔ دانشجوی مصری زبان و ادبیات فارسی به نام زینب سید عبدالحمید علی قرار گرفت)
- خواهر خوش شانس من / علی خدایی. تهران ،حنانه. ۱۳۸۰
- کتابی که هیچ‌کس به فکرش نیست / علی خدایی. تهران ،نشر شهر. ۱۳۸۸
- قصه‌های قبل از غذا/مجموعه بیست و پنج قصه. تهران ،قدیانی کتاب‌های بنفشه. ۱۳۸۸
- قصه‌های آقا کوچولو / تصویرگر پوپک مقبلی. تهران ،امیرکبیر کتاب‌های شکوفه. ۱۳۹۰
- قصه‌های نارنجی / کار گروهی. تهران ،قدیانی کتاب‌های بنفشه. ۱۳۹۰
- مجموعه هفت جلدی سفرهای کرگدن. تهران، امیرکبیر کتاب‌های شکوفه. ۱۳۹۰

(قصه‌های این مجموعه عبارتند از: پری کرگدن‌ها تصویرگر نرگس محمدی، خداحافظ کرگدن تصویرگرگلناز محمودی، دوست مظلوم من تصویگر نوشین صفا جو، همسفر کوچک تصویر گر نرگس محمدی، کرگدن و دریاچه قو تصویرگر گلناز محمودی، کرگدن شمارشگر تصویرگر نوشین صفا جو.
کتاب دوست مظوم من از این مجموعه در سال ۲۰۱۳ از طرف کتابخانه بین‌المللی مونیخ به لیست کلاغ سفید وارد شد. همچنین این مجموعه در سال ۱۳۹۵ به عنوان مجموعه برتر مورد تقدیر اولین جشنواره کتاب‌های تصویری تألیفی دانشگاه شیراز قرار گرفت)
- قصه‌های قد و نیمقد / تهران ،قدیانی کتاب‌های بنفشه.
- تمساح اسکیت سوار / تهران، هوپا ۱۳۹۹
- داستان‌های خبیث. ساسی بی چشم و رو / حمید خلوتی. تهران هوپا ۱۴۰۰

## رمان هاو قصه‌های مذهبی برای کودک و نوجوان
- مادر، ضریح، کبوتر / نقاش مصطفی ندرلو. تهران، بنیاد بعثت. ۱۳۷۰
- راز دعبل / تهران ،بنیاد بعثت. ۱۳۷۴

(این کتاب به زبان‌های عربی و اسپانیایی و اردو چاپ شده‌است)
- بوی باران / نقاش کیومرث سلطانی. تهران،بنیاد بعثت. ۱۳۷۴

(دیپلم افتخار جشنواره کتاب کانون پرورش فکری کودکان و نوجوانان)
- بهشت خانه ما بود / نقاش محمد حسین لواسانی. تهران ،صابرین دانه. ۱۳۷۴
- سلام بر نور خیره‌کننده / نقاش محمد حسین صلواتی. تهران ،انتشارات نبا. ۱۳۷۵
- روزی که محبت گل کرد / نقاش امیر نساجی. تهران ،انتشارات نبا. ۱۳۷۶
- یک گلابی برای تویک گلابی برای من / نقاش کاظم طلایی. تهران،انتشارات نبا. ۱۳۷۶
- قصه‌های ادریس و نوح / نقاش محمدرضا لواسانی.صابرین دانه. ۱۳۷۶
- یک درخت و چهارده میوه / نقاش رفعت بدری. تهران،محراب قلم. ۱۳۷۷
- دو فرشته دو برادر / نقاش عطیه مرکزی. تهران،انتشارات نبا. ۱۳۷۸
- ماه در خانه / نقاش امیر نساجی. تهران،انتشارات نبا. ۱۳۷۸
- آن سه مرغابی. تهران ،انتشارات سروش. ۱۳۷۹

(لوح تقدیر دومین جشنواره قرآنی)
- زیباترین دیدنی / نقاش محمد حسین صلواتی. قم ،بوستان کتاب. ۱۳۸۱
- تو از بهشت آمده‌ای. تهران ،انتشارات سروش. ۱۳۸۱

(برگزیده پنجمین دوره کتاب سال ولایت و لوح تقدیر دومین جشنواره قصه‌های قرآنی)
- آن هشتمین شکوفه بادام / نقاش محمدحسین صلواتی. تهران،انتشارات نبا. ۱۳۸۱
- رضا رضا. تهران ،انتشارات سروش. ۱۳۸۵
- رو به آسمان. تهران،انتشارات سروش. ۱۳۸۶
- فرشته ای اینجاست / نقاش عطیه مرکزی. تهران ،کانون پرورش فکری کودکان و نوجوانان. ۱۳۸۶
- از آسمان حرف بزن / نقاش علی هاشمی شهرکی. تهران ،کانون پرورش فکری کودکان و نوجوانان. ۱۳۸۶
- آسمان چهارم. تهران، قدیانی بنفشه. ۱۳۸۸
- سلیمان (ع)/ نقاش رسول میردامادی. تهران ،امیر کبیر شکوفه. ۱۳۹۰
- هود (ع)/ نقاش شهرزاد الهی. تهران،امیر کبیر شکوفه. ۱۳۹۰
- قصه‌های عاشورایی / نقاش سید ضیاالدین طباطبایی. تهران ،قدیانی بنفشه. ۱۳۹۰

(این کتاب که به صورت ده جلد مجزا نیز چاپ شده‌است در پانزدهمین جشنواره کتاب کانون پرورش در بخش کتاب‌های مذهبی تقدیر شد. همچنین این کتاب به زبان روسی ترجمه شده‌است)
- با علی یا علی / نقاش علیرضا گلدوزیان و نوشین صفاخو. تهران ،به نشر. ۱۳۸۵–۱۳۹۰

(مجموعه چهارده جلدی. لوح تقدیر سومین جشنواره قصه‌های قرآنی. همچنین از کتاب امام موسی کاظم از همین مجموعه در ششمین دوره کتاب سال رضوی تقدیر شد)
- قصه‌های امام زمان (ع)/ نقاش سید ضیاالدین طباطبایی. تهران، قدیانیبنفشه. ۱۳۹۵

(این مجموعه قصه به صورت ده جلد مجزا نیز چاپ شده‌است)
- باران بخواه باران / نقاش میترا عبداللهی. تهران. به نشر. ۱۳۹۷
- بیدارم کم / نقاش اسماعیل چشرخ. تهران ،به نشر. ۱۳۹۷
- راز آن بوی شگفت / نقاش اسماعیل چشرخ. تهران ،به نشر. ۱۳۹۷

(برگزیده یازدهمین دوره کتاب سال رضوی)
- در کنار او فقط تو بوده‌ای. تهران،دفتر نشر فرهنگ اسلامی. ۱۳۹۷

## کتاب‌های آموزشی - داستانی
- اولی دومی آخری (سه جلد) / تصویرگر آراسته رزاقی. تهران، افق. ۱۳۷۳

(آموزش مفاهیم اولیه ریاضی برای پیش دبستان)
- راز قورباغه‌ها (هفت قصهٔ علمی) / تصویرگر آراسته رزاقی. تهران ،افق. ۱۳۷۳
- گام‌های موسیقی / تصویرگر نازنین شیخی. تهران ،انتشارات سروش. ۱۳۷۵
- پیشهٔ من خوشبختی است (آشنایی با فیلسوفان دنیا) / تصویرگر رضا مکتبی. تهران ،انتشارات سروش. ۱۳۸۹
- موتور سوار سیاهپوش (آشنایی با قوانین و مقررات راهنمایی رانندگی)/ علی عزالدین. تهران ،نشر شهر. ۱۳۸۷
- صدمین جزیره جزیره فلامینگوها / امیر شعبانی پور. تهران مدرسه. ۱۳۸۹

(این کتاب به صورت کارت قصه گویی هم چاپ شده‌است)
- فسقل قصه‌های موتوری / تصویرگر حسام صادقی. تهران ،سوره مهر. ۱۳۹۳
- اینجا ایران است / تصویرگر مهشید دانشیان. تهران، به نشر. ۱۳۹۴
- من این‌طوری ام / تصویرگر اکرم السادات خلقی. تهران، پرتقال. ۱۴۰۰

## بازنویسی‌ها و بازآفرینی‌ها
- بز اخفش (مجموعه ضرب‌المثل) / تهران ،کتاب همراه. ۱۳۷۳
- گیلگمش / تصویرگر محسن حسن پور. تهران، انتشارات سروش. ۱۳۷۵
- افسانه گرشاسب / تصویرگر محسن حسن پور. تهران ،انتشارات سروش. ۱۳۷۷
- ماه تنها در آسمان می‌گردد (زندگی‌نامه شیخ شهاب الدین سهروردی) / تصویرگر فریبا افلاطون. تهران ،دفتر نشر فرهنگ اسلامی. ۱۳۷۷
- مردی که اسمش را فراموش می‌کرد / تصویرگر امیر نساجی. تهران، ریحان. ۱۳۷۸
- خرگوش کوچولوی زرنگ (قصه‌های ازوپ)/ تصویرگر ویدا لشکری. تهران، حنانه. ۱۳۸۰
- اسطوره اینانا / تصویرگر پژمان رحیمی زاده. تهران ،انتشارات سروش. ۱۳۸۶
- الهی نامه / بنفشه احمدزاده. تهران ،پیدایش. ۱۳۸۶
- با مثنوی پشت چراغ قرمز / رضا مکتبی. تهران، نشر شهر. ۱۳۸۹
- خدای من (حرف‌های من با خدا) / تصویرگر ماهنی تذهیبی. تهران ،مدرسه. ۱۳۹۰
- با گلستان پشت چراغ قرمز / تصویرگر میثم موسوی. تهران ،نشر شهر. ۱۳۹۱
- مرزبان نامه (مجموعه ده جلدی)/ تصویرگر فرهاد جمشیدی. تهران ،قدیانی. ۱۳۹۷
- قصه‌های تصویری از عبید زاکانی (مجموعهٔ هشت جلدی)/ تصویرگر فرهاد جمشیدی. تهران. قدیانی کتاب‌های بنفشه. ۱۳۹۹

## ترجمه
- کشفی عجیب در سیاره ای نا شناخته (ترجمه با اسم مستعار زتبق صبا)، تهران، نشر زلال۱۳۷۴
- کولی‌ها و افسانه‌هایشان (دو جلد)، / تصویرگر ناصر عزیزی. تهران، نشر خانه ی آفتاب. ۱۳۷۶
- ویفی بوگندو / تهران ،حنانه. ۱۳۷۸
- سلام موش موشک (ترجمه با اسم مستعار زنبق صبا)/ تهران ،نشر فریبا. ۱۳۷۹
- شیر کمد جادوگر (جلد اول مجموعه نارنیا) / کلا یو استپلز لوئیس. تهران، نشر پنجره. ۱۳۸۷
- کلوچهٔ گرد و قلمبه. تهران، انتشارات سروش. ۱۳۹۰

## رمان‌های بزرگسال
- مردی از آنادانا، تهران: نشر آموت۱۳۹۶
- عاشقانه، تهران:نشر آموت ۱۳۹۲
- شوهر عزیز من، تهراننشر آموت ۱۳۹۱
- شروع یک زن، تهران: نشر ققنوس ۱۳۹۰
- پایان یک مرد، تهران:نشر مرکز ۱۳۹۰

## تعدادی از جایزه‌ها
- ۱۳۶۶: معرفی ویژه کتاب همبازی باد از طرف شورای کتاب کودک
- ۱۳۶۹: برنده هشتمین دوره کتاب سال جمهوری اسلامی ایران برای کتاب سوت فرمانروا
- ۱۳۷۱: لوح سپاس و جایزه ویژه پنجمین دوره کتاب سال ماهنامه ادبی هنری سروش نوجوان برای کتاب هوشمندان سیاره اوراک
- ۱۳۷۲: برنده سومین دوره کتاب سال سوره نوجوان برای کتاب هوشمندان سیاره اوراک
- ۱۳۷۴: لوح زرین جشنواره کتاب کانون پرورش فکری کودکان و نوجوانان برای رمان نوجوان پسران گل
- ۱۳۷۵: تقدیر و دیپلم افتخار جشنوارهٔ کتاب کانون پرورش فکری برای کتاب بوی باران
- ۱۳۷۵: لوح سپاس ویژهٔ مجلهٔ سروش نوجوان برای کتاب مثل دختر گل‌ها
- ۱۳۷۵: نویسنده منتخب زن دانشگاه الزهرا در زمینه ادبیات کودک در سال ۱۳۷۵
- ۱۳۷۶: دریافت نشان ماه طلایی از جشنواره بزرگ برگزیدگان ادبیات کودک و نوجوان با عنوان بهترین نویسندگان، شاعران، مترجمان و منتقدان و پزوهشگران ادبیات کودک و نوجوان در دو دهه ۶۰ و ۷۰ که توسط انجمن نویسندگان کودک و نوجوان برگزار شد.
- ۱۳۷۶: لوح تقدیر از سومین دوره کتاب سال ماهنامه سلام بچه‌ها و پوپک برای بازنویسی اسطوره گیلگمش
- ۱۳۸۲: تقدیر از رمان سالومه و خرگوش در ششمین دوره کتاب سال ماهنامه سلام بچه‌ها و پوپک به عنوان اثر برگزیده نوجوان
- ۱۳۸۲: لوح تقدیر برای کتاب تو از بهشت آمده‌ای به عنوان کتاب درخور تشویق در پنجمین دوره کتاب سال ولایت
- ۱۳۸۲: لوح تقدیر برای کتاب تو از بهشت آمده‌ای از دومین جشنواره قصه‌های قرآنی
- ۱۳۸۷: تشویق شده از سوی سومین دوره کتاب برتر انجمن فرهنگی ناشران برای بازنویسی کتاب الهی نامه
- ۱۳۸۸: لوح تقدیر دهمین دوره کتاب سال مجله سلام بچه‌ها برای کتاب آقای هندوانه
- ۱۳۸۸: لوح تقدیر برای کتاب امام موسی کاظم در ششمین دوره کتاب سال رضوی
- ۱۳۸۹: لوح تقدیر از بیست و هشتمین دوره انتخاب کتاب سال جمهوری اسلامی ایران برای کتاب خدای من
- ۱۳۸۹: لوح تقدیر سومین جشنواره قصه‌های قرآنی برای مجموعه کتاب‌های با علی یا علی
- ۱۳۹۱: تقدیر از کتاب قصه‌های عاشورایی در پانزدهمین جشنواره کتاب سال کانون پرورش فکری کودکان و نوجوانان
- ۱۳۹۱: تقدیر و دریافت جایزه پروین اعتصامی به صورت گروهی (فریبا کلهر. سرور کتبی. فروزنده خداجو) برای کتاب قصه‌های نارنجی
- ۱۳۹۱: شایسته تقدیر در پنجمین دوره جایزه جایزه پروین اعتصامی برای کتاب بازگشت هرداد
- ۱۳۹۵: برگزیده اولین جشنواره کتاب‌های تصویری تألیفی دانشگاه شیراز برای کتاب چه عیبی داره؟
- ۱۳۹۵: تقدیر شده در اولین جشنواره کتاب‌های تصویری دانشگاه شیراز در بخش نویسنده برتر
- ۱۳۹۵: تقدیر از مجموعه سفرهای کرگدن به عنوان مجموعه برتر از طرف اولین جشنواره کتاب‌های تصویری تألیفی دانشگاه شیراز
- ۱۳۹۷: انتخاب و تقدیر از کتاب راز آن بوی شگفت در یازدهمین دوره کتاب سال رضوی
- ۱۳۹۸: در کنار او فقط تو بوده‌ای. کتاب سال عاشورایی و تقدیر شده در هفدهمین کتاب سال رشد
- ۱۳۹۹: یک آدم نقاشی کن. کتاب برتر مؤسسه خانه کتاب
- ۱۳۹۹: یک آدم نقاشی کن. دریافت نشان مرغک سیمین از اولین دورهٔ کتاب ماه کودک و نوجوان کانون پرورش فکری
- ۱۴۰۰: یک آدم نقاشی کن. دریافت نشان مرغک زرین از اولین دورهٔ کتاب سال کودک و نوجوان کانون پرورش فکری
- ۱۴۰۱: ده قصه از امام زمان. رتبه ی اول و دریافت لوح تقدیر از سیزدهمین جشنواره ی بین المللی کتاب سال رضوی